# Villareal
Villareal este un oraș în Filipine.